# Operatie Uranus
Operatie Uranus (Russisch: Операция Уран; Operatsija Oeran) was een Sovjet operatie tijdens de Slag om Stalingrad die begon op 19 november 1942 en eindigde op 23 november 1942.
Het doel van deze operatie was om het Duitse 6e Leger en een deel van het 4e Pantserleger in te sluiten. Hiertoe werden de uitgerekte flanken van de lange saillant naar Stalingrad, die door inferieure troepen van de Duitse bondgenoten (Roemenië, Hongarije, Italië) werden verdedigd, met een massale troepenconcentratie aangevallen. De Duitse legers werden binnen enkele dagen ingesloten bij Stalingrad. Paulus vroeg toestemming aan Hitler om uit te breken. Hitler gaf geen toestemming mede omdat Hermann Goering hem had toegezegd dat de Luftwaffe de Duitse troepen door de lucht kon bevoorraden. Hitler had Paulus op de dag vóór zijn overgave nog tot veldmaarschalk bevorderd, in de wetenschap dat een Duitse veldmaarschalk zich nog nooit aan de vijand had overgegeven maar eerder zelfmoord zou plegen of zou vechten tot het bittere eind. Uiteindelijk capituleerde Paulus op 31 januari 1943, het restant van de Duitse troepen op 2 februari 1943. Nochtans had Hitler hem verschillende keren verboden om zich over te geven. Het werd dus een succesvolle operatie: het Duitse leger van generaal Paulus moest zich uiteindelijk overgeven.
De strijd had volgens Paulus 400.000 Duitse soldaten het leven gekost.

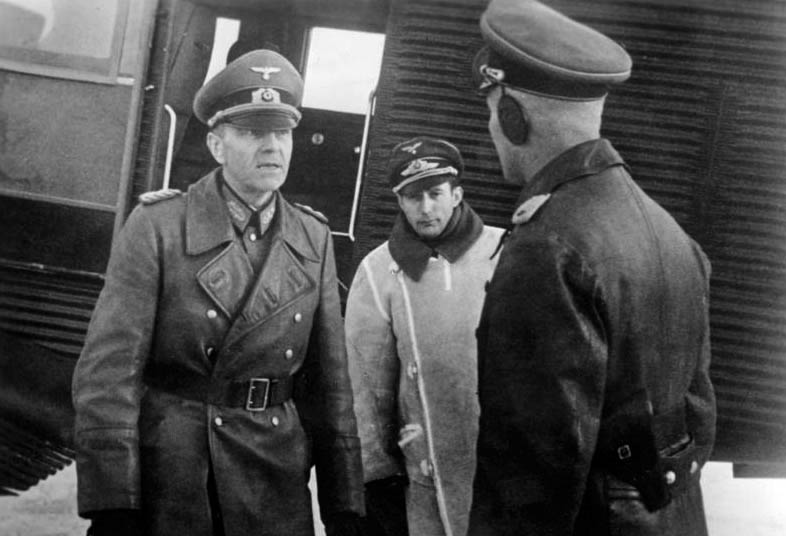
Friedrich Paulus in 1942 in de Sovjet-Unie